# Гвадалкивир
 Тази статия е за френския кораб.  За реката вижте Гуадалкивир.  
„Гвадалкивир“ (на френски: SS Guadalquivir) е френски транспортен и пътнически параход, обект на атентат в Солунския залив в 1903 година по време на Солунските атентати.

## История
Пуснат в експлоатация през 1895 година за транспорт на войници в Мадагаскар, след това е преназначен по маршрут в Средиземноморието и Солун.
На 28 (15) април 1903 година като част от Солунските атентати гемиджията Павел Шатев се качва с фалшив паспорт на кораба, заминаващ от Солун за Цариград и Одеса, успявайки да внесе с куфара си експлозив. Преди корабът да напусне Солунския залив, той запалва динамита. След взрива и последвалия пожар, обхванал кораба, е евакуиран заедно с другите пътници с лодки. Петима моряци, блокирани в машинното отделение, също са спасени след неколкочасови усилия.